# أماندا رينتيريا
أماندا رينتيريا (بالإنجليزية: Amanda Renteria)‏ (و. 1974 – م) هي لاعبة الكرة اللينة من الولايات المتحدة الأمريكية.
وهي عضوة في الحزب الديمقراطي الأمريكي.

## التعليم
تعلمت في كلية هارفرد للأعمال، وجامعة هارفارد، وجامعة ستانفورد.